# Wyczegodskij
Wyczegodskij (ros. Вычегодский) – osiedle typu miejskiego w północnej Rosji, na terenie obwodu archangielskiego, w północno-wschodniej  Europie.
Miejscowość liczy 10.817 mieszkańców (1 stycznia 2023 r.).